# Azuragrion
Azuragrion là một chi chuồn chuồn kim thuộc họ Coenagrionidae. Chi này có các loài sau:
- Azuragrion granti
- Azuragrion nigridorsum
- Azuragrion vansomereni
- Azuragrion watsoni, the miền đông Billabongfly